# Parallelia infractifinis
Parallelia infractifinis là một loài bướm đêm trong họ Erebidae.